# 夏琳·鄧肯
夏琳·瑪麗蓮·奧利佛（英語：Charlene Marilynn Oliver），舊姓丹傑羅（D'Angelo）（1950年6月1日生於加州荷里活），是位美國R&B歌手，通常稱為夏琳（Charlene），因〈我從未找到自我〉（I've Never Been to Me作曲Ron Miller和Ken Kirsch）而廣為人知，且被定義為一片歌手。
1973年簽約摩城唱片，當時使用「夏琳·鄧肯」（Charlene Duncan）的名字。1974年1月發表了其首張個人專輯All That Love Went To Waste。1977年以I've Never Been To Me成為Hot 100單曲的第97名。1980年離開摩城唱片，搬到英國。1982年，DJ Scott Shannon在電台播出了I've Never Been To Me，引起不少聽眾的興趣。這首歌在美國進入了排行榜的第3位，在英國則有第1位。1985年再度因成績不理想，離開樂壇。

## 外部連結
- 官方網站
- I'VE NEVER BEEN TO ME/Charlene==銀河西洋音樂城== （页面存档备份，存于）